# Marc-Antoine Olivier
Marc-Antoine Olivier, född 18 juni 1996, är en fransk simmare som tävlar i öppet vatten-simning. 

## Karriär
Vid Olympiska sommarspelen 2016 vann Olivier brons på distansen 10 km och året efter blev han världsmästare på 5 km vid världsmästerskapen i simsport 2017.
Vid olympiska sommarspelen 2020 i Tokyo slutade Olivier på 6:e plats på 10 km öppet vatten.
Vid VM 2024 i Doha tog Olivier silver i både 5 km och 10 km öppet vatten.